# غاري نيلسون (لاعب كرة قاعدة)
غاري نيلسون (بالإنجليزية: Gary Nilsson)‏ هو لاعب كرة قاعدة أسترالي، ولد في 28 نوفمبر 1963.